# Amonherkhépeshef (fils de Ramsès VI)
Pour les articles homonymes, voir Amonherkhépeshef.
Amonherkhépeshef est un prince égyptien, qui a vécu pendant la XXe dynastie. Il est le fils de Ramsès VI et de la reine Noubkheseb. 

## Généalogie
Fils aîné de Ramsès VI et de la grande épouse royale Noubkheseb, Amonherkhépeshef, un temps désigné héritier en titre du trône d'Horus, ne survit pas à son père et cède la place en qualité de prince héritier à ses frères.

## Sépulture
Amonherkhépeshef a eu le privilège d'être inhumé dans la vallée des Rois sur la rive occidentale du Nil à Thèbes (Égypte). Son décès prématuré n'a sans doute pas permis de lui creuser sa propre tombe, et les ouvriers du roi réutilisèrent alors la tombe du chancelier Bay, la KV13. De nouvelles fresques ont été réalisées pour l'occasion aux noms du prince et de ses parents. Signe des temps, le sarcophage du prince est lui aussi un remploi, mais cette fois de la reine Taousert, qui a été récupéré dans la tombe voisine la KV14 et qui a été réinscrit au nom du prince.